# Metopilio armigerus
Metopilio armigerus is een hooiwagen uit de familie Sclerosomatidae.